# Баржанський Володимир Йосипович
Володимир Йосипович Баржанський (нар. 1 [13] грудня 1892, Одеса, Російська імперія — пом. 4 березня 1968, Ота (спеціальний район), Токіо, Японія) — французький живописець, графік.

## Біографія

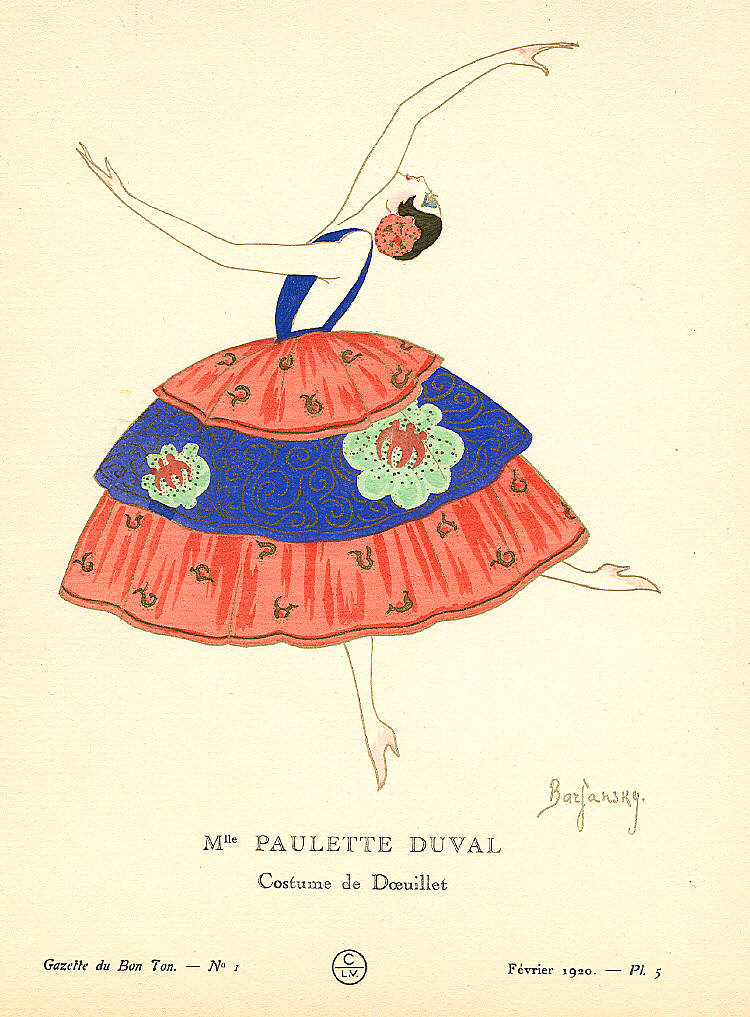
Балерина Паулет Дюваль Володиира Баржанського в костюмі Жоржа Дюе (Gazette du Bon Ton, лютий 1920).

Володимир Баржанський, що народився 1892 року, був молодшим сином виробника годинників і ювелірних прикрас, одеського купця 2-ї гільдії Йосипа Самуїловича Баржанського та Фані Лейб-Герцівни Баржанської (уродженої Грінберг). Магазин ювелірних, золотих і срібних виробів І. С. Баржанського розташовувався на Дерибасівській вулиці, будинок № 31. З 1914 по 1915 роки Володимир Баржанський навчався в Одеській консерваторії по класу фортепіано у професора Б. І. Дронсейко-Миронович. Живопису навчався в школі Гагаріної, брав участь у виставці Товариства незалежних художників у 1918 році.
В еміграції спочатку проживав у Парижі з 1919 року, незабаром після розгрому армії Врангеля. За інформацією Кирила Едера, він деякий час проживав на набережній Пассі, № 30, з графинею Черничевою, відомою як Мара.

## Творчість
Його малюнки були опубліковані в «Gazette du Bon Ton», «Comoedia Illustré» та інших паризьких виданнях. Найбільш відомі роботи — портрети М. Кузнєцової, Т. Гамсахурдіа і А. Демидова, П. Дюваль. Був близьким другом Філіпа де Ротшильда. У 1921 і 1922 роках брав участь в Осінніх салонах.
У 1938 році він був заарештований французькою поліцією, помилково запідозрений у шпигунстві на користь СРСР за розпорядженням радянського режиму. Відразу ж його вислали з Франції. Пізніше, 13 червня 1941 року прибув до США. Отримав громадянство США 12 грудня 1946 року.
Працював в Голлівуді. У 1966 році художня колекція Баржанського була розпродана через аукціон Крістіз. Помер 1968 року під час поїздки до Японії.

## Сім'я
- Племінник — Адольф Соломонович Баржанський (1851—1900), піаніст і композитор.
- Двоюрідний брат — Михайло Адольфович Баржанський (1880—1932), піаніст і музичний педагог.
- Двоюрідний брат — Сергій Адольфович Баржанський (1883—1940), віолончеліст, на честь якого було названо віолончель Баржанський Страдіваріус[en]
- Троюрідний брат — Олександр Михайлович Баржанський (1883—1946), віолончеліст, був одружений зі скульпторкою Катериною Львівною Баржанською (до шлюбу Костянтинівською) (1890—1965).